# Ludvig Hegner
Ludvig Albert Hegner, född 1 maj 1851 i Köpenhamn, död 7 november 1923, var dansk kontrabasist. Han var bror till Johannes och Anton Hegner.
Hegner studerade vid Det Kongelige Danske Musikkonservatorium och var 1884–1919 medlem av Det Kongelige Kapel (förste kontrabasist). Han var den förste danske kontrabasist, som framträdde som solist på sitt instrument. Han komponerade flera solostycken för kontrabas och utgav en kontrabasskola.

## Utmärkelser
- Riddare av Dannebrogorden,  1917[3]

[Redigera Wikidata]